# Rhododendron liaoxigensis
Rhododendron liaoxigensis är en ljungväxtart som beskrevs av Shi Lin Tung och Z. Lu. Rhododendron liaoxigensis ingår i släktet rododendron, och familjen ljungväxter. Inga underarter finns listade i Catalogue of Life.